# Ricardo Giannetti
Ricardo Roberto Giannetti (1935- ), también escrito Gianetti, es un escultor argentino.

## Biografía
Realiza estudios en la Academia Nacional de Bellas Artes "Manuel Belgrano", prosigue en el Instituto Nacional Superior de Bellas Artes "Prilidiano Pueyrredón" en los cursos de escultura de los maestros Troiano Troiani y Miguel Antonio Nevot, egresando con el título de profesor de dibujo y escultor decorador.
Ingresa al taller de los maestros Alberto Arrastía y Alfredo Campanelli, donde adquirió los conocimientos para el dominio de las técnicas y procedimientos de la estatuaria monumental. Durante este período participó en múltiples trabajos para artistas nacionales y extranjeros permitiéndose destacarse como proyectista, maquetista, matricero y restaurador de obras escultóricas.
Colaboró asiduamente con grandes maestros argentinos: Mario Arriguitti, Alfredo Bigatti, Carlos de la Cárcova, Luis Falcini, Nicasio Fernández Mar, José Fioravanti, Horacio Juárez, Miguel Antonio Nevot, Cesar Sforza, Ernesto Soto Avendaño entre otros, en la tarea de formado y vaciado de sus obras, y en la ejecución de proyectos y maquetas.

Fue profesor en las cátedras de dibujo, escultura, dibujo técnico y sistema de composición especial, y arquitectónicamente en las escuelas de Bellas Artes "Augusto Bolognini", Escuela Industrial N.º 8 para construcciones civiles, Escuela de Bellas Artes "Manuel Belgrano", Instituto Superior de Educación Católica, Instituto Nacional Superior de Bellas Artes "Prilidiano Pueyrredón". Ha sido rector interventor y professor titular en la cátedra vertical de la Especialidad en la Escuela Superior de Bellas Artes de la Nación "Ernesto de la Cárcova".
En el año 1958 obtuvo el premio "Domingo Guaraña" en el Salón de Artes Plásticas de Rosario. En el año 1959 Medalla en el Salón Anual de Santa Fe, Mención Honorífica en el Salón de Rosario y Premio Estímulo en el Salón de Arte de Mar del Plata. En el año 1960 la Dirección de Cultura del Salón Anual de Santa Fe le otorga el Premio Adquisición.

En 1961 en Mar del Plata obtiene el Gran Premio de Honor en el Salón de Arte y el Primer Premio en el Primer Salón de Arte Nacional Municipal de Bellas Artes, de esa ciudad.
En el Salón Municipal de Artes Plásticas "Manuel Belgrano" de Capital obtuvo en el año 1964 el Tercer Premio, en el año 1965 el Segundo Premio y en el año 1966 el Primer Premio.
En el año 1965 obtuvo el Primer Premio en el Concurso para Monumento al Profesor José M. Bernal Torres Juárez en la provincia de Buenos Aires y la Primera Mención en el Concurso Municipal para el Monumento al Doctor Lisandro de la Torre de esta Capital.
En el año 1966 obtuvo el Segundo Premio en el Segundo Salón de arte de Campana, Buenos Aires y el Primer Premio en el certamen Nacional de Artes Plásticas "Sesquicentenario de la Independencia", Capital.
Se destacó en el arte del retrato, en escultura y dibujo, ejecutando obras que pertenecen a instituciones públicas y a colecciones privadas.
Ha sido Presidente de la Asociación Argentina de Artistas Escultores y Primer Vocal Titular de la Federación Argentina de entidades de Artistas plásticos y es Miembro Honorario de la Sociedad Argentina de Artistas Plásticos.
Entre otras obras ha realizado el Monumento a Evita, ubicada en Austria y Avenida del Libertador (ciudad de Buenos Aires) y la Fuente de la Cultura ubicada en la ciudad de San Luis. Fue presidente de la Sociedad de Artistas Escultores Argentinos (AADAE), período durante el cual se adquirió la Casa del Escultor.